# Azizon Abdul Kadir
Azizon Abdul Kadir (ur. 10 czerwca 1980 w Ipoh) – piłkarz malezyjski grający na pozycji bramkarza.

## Kariera klubowa
Karierę piłkarską Azizon rozpoczął w klubie Melaka FA. W 2001 roku zadebiutował w jego barwach w pierwszej lidze malezyjskiej. Tam grał do 2003 roku, a na początku 2004 przeszedł do Negeri Sembilan FA, grającego w drugiej lidze kraju. W 2006 roku wygrał te rozgrywki z Negeri Sembilan i awansował do Super League. W sezonie 2005/2006 grał też w finale Pucharu Malezji. W połowie 2007 roku przeszedł do drużyny Sarawak FA, a po roku gry w tym klubie odszedł do Kuala Muda NAZA. Grał też w Sabah FA, Kuala Lumpur FA, Polis DRM FC i Perak FA.

## Kariera reprezentacyjna
W reprezentacji Malezji Azizon zadebiutował w 2005 roku. W 2007 roku został powołany do kadry na Puchar Azji 2007. Tam był pierwszym bramkarzem i rozegrał 3 spotkania: z Chinami (1:5), z Uzbekistanem (0:5) i z Iranem (0:2).